# مقاطعة رستم
مقاطعة رستم (بالفارسية: شهرستان رستم) هي إحدى مقاطعات في محافظة فارس في إيران. مركز مقاطعة رستم هو مدينة مصيري.